# Spurlingia gemma
Spurlingia gemma är en snäckart som beskrevs av Tom Iredale 1937. Spurlingia gemma ingår i släktet Spurlingia och familjen Camaenidae. Inga underarter finns listade i Catalogue of Life.